# عیوقی

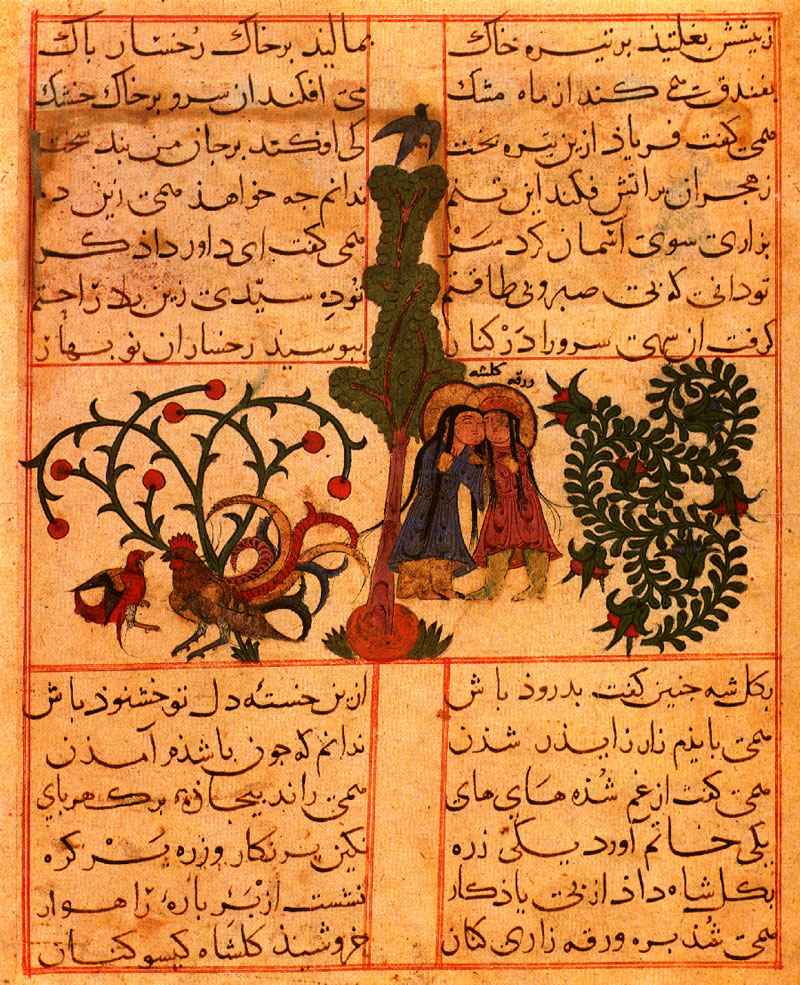
نمونه‌ای از نگاره‌های نسخه استانبول از داستان ورقه و گلشاه. در این نسخه ۷۱ نگاره ترسیم شده‌است. این نگاره‌ها اسلوب و طرز نقش‌های پیش از دوره مغول را به‌یاد می‌آورد.

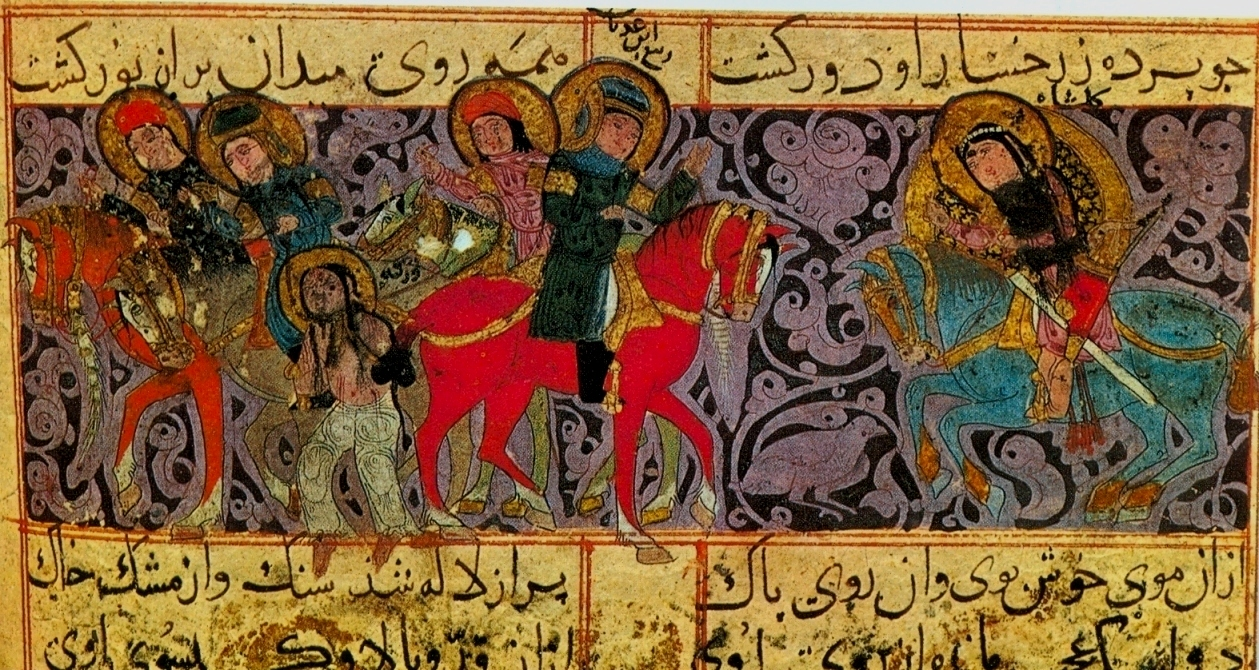
ورقه و گلشاه، شیراز، مکتب سلجوقی، نیمهٔ اول سدهٔ هفتم قمری، کتابخانهٔ موزهٔ توپقاپی استانبول.

عَیّوقی از سرایندگان اوایل سدهٔ پنجم قمری و سرایندهٔ مثنوی ورقه و گلشاه است. از زندگی او اطلاعات چندانی در دست نیست. او مثنوی خود را به نام سلطان محمود کرده و از آن‌جا که این سلطان را با کنیهٔ «ابوالقاسم» و لقب «سلطان غازی» یاد کرده، بی‌تردید منظور سلطان محمود غزنوی بوده‌است. بنا بر گفتهٔ احمد آتش، عیوقی در نوبهاری، ورقه و گلشاه را سروده و به‌عنوان عیدانه به سلطان محمود پیشکش کرده‌است. ذبیح‌الله صفا هم به همین دلایل، سلطان غازی را محمود می‌داند و بر این باور است که واژگان، مفردات و عبارات مثنوی این حدس را تقویت می‌کند.
عَیّوقی به‌خاطر سرودن منظومهٔ عاشقانهٔ وَرْقه و گُلشاه مشهور است.
او مثنوی دیگری در بحر رمل مسدس و قصایدی نیز داشته‌است. عیوقی در بخشی از منظومه ورقه و گلشاه به ناکامی عشقی خود نیز اشاره‌ای دارد و از روزگار خود و «نامردمی» برخی افراد گلایه می‌کند که مانع خوشبختی او شده‌اند.
با توجه به زبان متوسط و توصیفاتی که عیوقی در این داستان می‌کند (برای نمونه پخت‌وپز گلشاه برای ورقه در حالی که گلشاه زن شاه شام است) به نظر می‌آید عیوقی از طبقه متوسط و پایین جامعه بوده‌است.

## ورقه و گلشاه
وَرْقه و گُلشاه منظومهٔ عاشقانه‌ای است به زبان فارسی با بیش از دو هزار بیت در بحر متقارب.
این منظومه از نخستین منظومه‌های داستانی فارسی در سدهٔ چهارم و اوایل سدهٔ پنجم هجری است.
عیوقی داستان ورقه و گل‌شاه را از داستان‌های عربی برگرفته‌بود و سرچشمهٔ آن را با سرچشمهٔ عربی داستان لیلی و مجنون نظامی یکی دانسته‌اند.
ورقه و گلشاه با داستان عاشقانه و کهن عروه و عفرا که در سدهٔ چهارم معروف بوده همانندی و نزدیکی دارد.
طبق نوشتهٔ خود عیوقی، داستان اثر بر اساس عروه و عفراست.
منظومه ورقه و گل‌شاه عیوقی داستان دلدادگی عاشق و معشوق است و با زبانی ساده و بی‌پیرایه بیان شده، در حالی که در منظومه لیلی و مجنون نظامی با استعاره و کنایه و انواع آرایه‌های بدیعی بازگو شده‌است.
ورقه و گلشاه از قدیمی‌ترین درپیوست‌های بزمی زبان فارسی است و نخستین بار احمد آتش، نسخه خطی آن را در کتابخانه استانبول یافت و زیر عنوان «یک مثنوی گم‌شده» معرفی کرد.
شانزده بین نخست منظومه ورقه و گلشاه که اشعار مقدمه آن و در ستایش خدا و پیامبر اسلام است بعدها به این متن افزوده شده است. این شانزده بیت گزیده‌ای است از ابیات مثنوی همای و همایون، سروده خواجوی کرمانی، شاعر معروف سده هشتم هجری. در این شانزده بیت، برخلاف بقیه متن دست‌نویس ورقه و گلشاه، حروف پ و چ با سه نقطه آمده و دال‌ها، جز در کلمه خداوند، همه‌جا ذال نوشته شده است.